# Chemin de fer (édition)
Pour les articles homonymes, voir Chemin de fer (homonymie).
Le chemin de fer, ou raildans l'industrie graphique (l'édition, la presse, la publicité) représente de manière globale sur un même plan des pages en réduction d'un ouvrage, page par page ou par double page en vis-à-vis. On peut ainsi voir le déroulement d'un ouvrage en un seul coup d'œil, l'organisation du contenu du début à la fin, le volume à accorder aux différentes rubriques de façon à pouvoir représenter la dynamique visuelle et éditoriale de l'ouvrage. Le chemin de fer enchaîne les pages comme autant de petits wagons, d'où l'appellation familière de « petit train ».
Le chemin de fer est aussi utilisé pour les livres comportant des illustrations, afin de déterminer leur emplacement, le rythme de la narration et la forme graphique.

## Utilisation
Le chemin de fer a plusieurs fonctions selon les étapes : étape éditoriale, étape visuelle et étape de fabrication.
- Étape éditoriale : l'équipe de rédaction présente une première organisation éditoriale (agencement des articles, des chapitres, des visuels, des publicités…).
- Étape visuelle : le graphiste organise le rythme des pages les unes derrière les autres.

Toutes les pages n’ont pas le même impact visuel. Le recto d’une page accroche le regard naturellement alors qu’il faut tourner la page pour voir le verso.
Les textes positionnés dans les pages impaires sont plus remarqués que ceux des pages paires.
En presse, pour se représenter le journal ou le magazine, le maquettiste imprime son chemin de fer qui est ensuite posé sur les murs ou sur le sol de la salle de maquette. Ainsi l’équipe organise les articles en fonction de leur actualité et place les pages de publicité de façon judicieuse face au contenu rédactionnel.
En édition, le graphiste a la possibilité d'imprimer l'ensemble de son document déjà mis en page dans un format réduit. 
- Étape de fabrication : le technicien répartit les pages en cahiers, pour l'imposition sur machine, en tenant compte des éventuels changements de papier, du placement des encarts ou dépliants et du planning de départ à l'impression.

Le chemin de fer permet de réorganiser l'ordonnancement des pages, le rythme, la place des publicités, avant l'envoi à l'imprimeur.
Cela permet également de donner toutes les informations qui seront utiles à l'estimation d'un devis (nombre de visuels, de pages, répartition des visuels noir ou quadri, nombre de pages par cahier). 